# Ałga Biszkek
Ałga Biszkek (kirg. Футбол клубу «Алга» Бишкек) – kirgiski klub piłkarski, mający siedzibę w stolicy kraju, mieście Biszkek.

## Historia
Chronologia nazw:
- 1947: Zenit Frunze (ros. «Зенит»» Фрунзе)
- 1950: Trudowyje Riezierwy Frunze (ros. «Трудовые резервы» Фрунзе)
- 1953: Iskra Frunze (ros. «Искра» Фрунзе)
- 1955: Spartak Frunze (ros. «Спартак» Фрунзе)
- 1961: Ałga Frunze (ros. «Алга» Фрунзе)
- 1992: Ałga Biszkek (ros. «Алга» Бишкек)
- 1993: Ałga-RIIF Biszkek (ros. «Алга-РИИФ» Бишкек)
- 1994: Ałga Biszkek (ros. «Алга» Бишкек)
- 1996: Ałga-PWO Biszkek (ros. «Алга-ПВО» Бишкек)
- 1998: SKA-PWO Biszkek (ros. «СКА-ПВО» Бишкек)
- 2004: SKA-Szoro Biszkek (ros. «СКА-Шоро» Бишкек)
- 2006: klub rozwiązano
- 2007: Awiator-AAL Biszkek (ros. «Авиатор-ААЛ» Бишкек)
- 2007: klub rozwiązano
- 2010: Ałga Biszkek (ros. «Алга» Бишкек)

Piłkarski klub Zenit został założony w miejscowości Frunze w 1947 roku. W latach 50. XX wieku klub nazywał się Trudowyje Riezierwy, Iskra i Spartak, a występował w Klasie B Mistrzostw ZSRR (trzeci poziom). W roku 1961 zespół został przemianowany na Ałga Frunze. Rok później zespół zajął drugie miejsce w grupie II republik radzieckich Klasy B i otrzymał promocję do 2 podgrupy Klasy A. Największy sukces klub osiągnął w 1967 roku, kiedy to zakończył rozgrywki na trzecim miejscu w 3 podgrupie Klasy A (drugi poziom rozgrywek w ZSRR). Kilka punktów zabrakło aby awansować do wyższej ligi radzieckiego futbolu. Ogółem Ałga uczestniczyła w rozgrywkach pierwszej ligi ZSRR przez 13 sezonów. W 1979 roku zespół zajął ostatnie 24.miejsce i opuścił definitywnie Pierwszą Ligę. Wszystkie kolejne lata zespół  występował w niższych ligach Mistrzostw ZSRR. Wielokrotnie podejmował próby, a nawet kilka razy był bliski powrotu do pierwszej ligi, ale zawsze brakowało kilka punktów.
W 1992 po uzyskaniu niepodległości przez Kirgistan klub debiutował w rozgrywkach Wyższej Ligi Kirgistanu. W związku ze zmianą nazwy miasta został przemianowany na Ałga Biszkek. W 1993 pierwsza drużyna klubu jako Ałga-RIIF Biszkek oraz druga drużyna jako Ałga Biszkek występowały razem w Wyższej Lidze. W 1994 zmienił się regulamin rozgrywek, zgodnie z którymi, pierwsza drużyna kontynuowała występy w Wyższej Lidze, a druga drużyna jako Ałga-2 Biszkek została przeniesiona do Pierwszej Ligi. W 1996 po przejęciu klubu przez Ministerstwo Obrony (batalion zenitowo-rakietowy) stał nazywać się Ałga-PWO Biszkek, a w 1998 zmienił nazwę na SKA-PWO Biszkek. 16 czerwca 2004 roku nazwa klubu znów została zmieniona, tym razem na SKA-Szoro Biszkek (po fuzji z Szoro Biszkek). Wiosną 2006 sponsorzy odmówiły finansowania klubu. Władze miasta zaproponowały oddać klub do służb kolejowych i przemianować na "Lokomotyw" (Biszkek), ale transakcja nie została zrealizowana i klub piłkarski został rozwiązany. W 2007 próbowano odrodzić klub pod nazwą Awiator-AAL Biszkek (AAL - Airfreight Aviation Limited). Jednak klub nawet nie rozegrał połowy meczów sezonu i został rozwiązany.
Dopiero na początku 2010 klub znów został reaktywowany jako Ałga Biszkek i ponownie startował w Wyższej Lidze Kirgistanu.

## Sukcesy

### Trofea międzynarodowe
| \| \| Zdobyte trofea w rozgrywkach międzynarodowych (stan na: 31-12-2015) \| |                                                                     |      |          |
| Rozgrywki                                                                    | Osiągnięcie                                                         | Razy | Sezon(y) |
| · Liga Mistrzów AFC                                                          | zdobywca                                                            | 0    |          |
| · Liga Mistrzów AFC                                                          | finalista                                                           | 0    |          |
| · Liga Mistrzów AFC                                                          | runda wstępna                                                       | 1    | 1994/95  |
| Puchar AFC                                                                   | zdobywca                                                            | 0    |          |
| Puchar AFC                                                                   | finalista                                                           | 0    |          |
| Puchar AFC                                                                   | runda kw.                                                           | 1    | 2016     |
| Azjatycki Puchar Zdobywców                                                   | zdobywca                                                            | 0    |          |
| Azjatycki Puchar Zdobywców                                                   | finalista                                                           | 0    |          |
| Azjatycki Puchar Zdobywców                                                   | runda 1                                                             | 1    | 2001/02  |
| Puchar Prezydenta AFC                                                        | zdobywca                                                            | 0    |          |
| Puchar Prezydenta AFC                                                        | finalista                                                           | 0    |          |
| FIFA                                                                         | Zdobyte trofea w rozgrywkach międzynarodowych (stan na: 31-12-2015) |      |          |

### Trofea krajowe
Kirgistan
| \| \| Zdobyte trofea w rozgrywkach Kirgistanu (stan na: 31-12-2015) \| |                                                               |      |                                                      |
| Rozgrywki                                                              | Osiągnięcie                                                   | Razy | Sezon(y)                                             |
| Mistrzostwo                                                            | I miejsce                                                     | 5    | 1992, 1993, 2000, 2001, 2002                         |
| Mistrzostwo                                                            | II miejsce                                                    | 8    | 1995, 1997, 1998, 1999, 2003, 2004, 2005, 2012       |
| Mistrzostwo                                                            | III miejsce                                                   | 1    | 2014                                                 |
| Puchar                                                                 | zdobywca                                                      | 9    | 1992, 1993, 1997, 1998, 1999, 2000, 2001, 2002, 2003 |
| Puchar                                                                 | finalista                                                     | 1    | 2012                                                 |
| Superpuchar                                                            | zdobywca                                                      | 0    |                                                      |
| Superpuchar                                                            | finalista                                                     | 1    | 2013                                                 |
| II liga                                                                | I miejsce                                                     | ?    |                                                      |
| II liga                                                                | II miejsce                                                    | ?    |                                                      |
| II liga                                                                | III miejsce                                                   | ?    |                                                      |
| Kirgistan                                                              | Zdobyte trofea w rozgrywkach Kirgistanu (stan na: 31-12-2015) |      |                                                      |

ZSRR
| \| \| Zdobyte trofea w rozgrywkach Związku Radzieckiego (stan na: 31-12-1991) \| |                                                                         |      |                                             |
| Rozgrywki                                                                        | Osiągnięcie                                                             | Razy | Sezon(y)                                    |
| Mistrzostwo                                                                      | I miejsce                                                               | 0    |                                             |
| Mistrzostwo                                                                      | II miejsce                                                              | 0    |                                             |
| Mistrzostwo                                                                      | III miejsce                                                             | 0    |                                             |
| Puchar                                                                           | zdobywca                                                                | 0    |                                             |
| Puchar                                                                           | finalista                                                               | 0    |                                             |
| Puchar                                                                           | 1/16 finału                                                             | 7    | 1954, 1965, 1971, 1972, 1973, 1975, 1990/91 |
| II liga                                                                          | I miejsce                                                               | 0    |                                             |
| II liga                                                                          | II miejsce                                                              | 0    |                                             |
| II liga                                                                          | III miejsce                                                             | 1    | 1967                                        |
|                                                                                  | Zdobyte trofea w rozgrywkach Związku Radzieckiego (stan na: 31-12-1991) |      |                                             |

- Wtoraja Liga ZSRR (D3):
  - mistrz (2x): 1974 (1 gr., finał), 1978 (5 gr.)
  - wicemistrz (6x): 1962 (II gr. republik radzieckich), 1977 (5 gr.), 1980 (7 gr.), 1983 (7 gr.), 1988 (8 gr.), 1989 (8 gr.)
  - 3.miejsce (2x): 1987 (7 gr.), 1991 (gr. Wschód)

### Inne trofea
- Puchar WNP:
  - 3.miejsce w grupie: 2002

## Stadion
Klub rozgrywa swoje mecze domowe na stadionie im.Dołena Omurzakowa w Biszkeku, który może pomieścić 23000 widzów (były Centralny stadion republikański Spartak). Również występował na stadionie Dinamo.

## Piłkarze
Stan na 15 sierpnia 2015:
| Nr | Poz. | Piłkarz              |
| -- | ---- | -------------------- |
| 1  | BR   | Rusłan Amirow        |
| 2  | NA   | Ajdar Mambetalijew   |
| 3  | PO   | Rustam Zakirow       |
| 4  | OB   | Baktaj Talajbek Uulu |
| 5  | PO   | Aleksandr Beldinow   |
| 6  | OB   | Askarbek Salijew     |
| 7  | NA   | Tursunali Rustamow   |
| 8  | PO   | Artem Muladżanow     |
| 9  | NA   | Iwan Filatow         |
| 10 | NA   | Rusłan Dżamszidow    |
| 11 | PO   | Nurkal Satajew       |
| 13 | OB   | Tursunboy Husanov    |
| 14 | PO   | Pawieł Sidorenko     |

| Nr | Poz. | Piłkarz                |
| -- | ---- | ---------------------- |
| 15 | OB   | Abdukaimov Urmat       |
| 16 | BR   | Ilin Omorow            |
| 17 | PO   | Bakyt uulu Szarszenbek |
| 18 | PO   | Ermek Nusubalijew      |
| 19 | NA   | Ildar Amirow           |
| 20 | OB   | Igor Kudrenko          |
| 21 | OB   | Uulu Żanarbek Żanybek  |
| 22 | OB   | Samarbek Sulaiman Uulu |
| 23 | OB   | Artur Muladżanow       |
| 24 | NA   | Gamzi Nabijew          |
| 25 | BR   | Iwan Siwożelezow       |
| 27 | NA   | Mirbek Achmatalijew    |
| 29 | PO   | Sergiej Kaleutin       |

## Trenerzy
...
- 1949:  Wołodymyr Kozyrski
- 1950:  Walerij Biechtieniew

...
- 1954:  Jakow Cygiel

...
- 1957–1960:  Fewzi Karabadżak

...
- 1962:  Fewzi Karabadżak
- 1963:  Piotr Bogolubow
- 1964:  Nikołaj Samarin
- 1965–1967:  Wiktor Nowikow
- 1967:  Wadim Kiriczenko
- 1968–28.10.1968:  Nikołaj Jemcow
- 29.10.1968–1970:  Aleksandr Keller
- 1971–07.1971:  Wadim Kiriczenko
- 08.1971–1971:  Wiktor Ponomariow
- 01.01.1972–02.02.1973:  Artiom Faljan
- 1973:  Nikołaj Glebow
- 1974–1976:  Aleksandr Koczetkow i Piotr Szubin
- 1976–06.1976:  Piotr Szubin
- 06.1976–1979:  Rewgat Bibajew
- 1980–1984:  Boris Podkorytow
- 1985–1988:  Michaił Biczucki
- 1989–1990:  Boris Podkorytow
- 1991:  Wiaczesław Sołowjow
- 1992–1993:  Boris Podkorytow

...
- 1997–1999:  Aleksandr Szumiejko
- 2000–2003:  Nematdżan Zakirow
- 2003–2005:  Murat Dżumakejew

- 2010:  Murat Dżumakejew
- 2011–2012:  Pawło Sirotin
- 2013:  Nematdżan Zakirow
- 2014–2015:  Nurzat Kadyrkułow
- 2016:  Aleksandr Beldinow